# Šmarjeta
Šmarjeta je večje naselje v Občini Šmarješke Toplice. V jedru vasi stoji na opuščenem pokopališču velika historistična cerkev, postavljena po načrtih Josipa Vancaša. Zasnovali so jo pred prvo svetovno vojno, dokončali desetletje kasneje. V kraju je še manjši hotel z bizarnim apartmajem v letalu na strehi objekta in t. i. Cvičkova fontana.